# La Neuville-sur-Ressons
La Neuville-sur-Ressons é uma comuna francesa na região administrativa de Altos da França, no departamento de Oise. Estende-se por uma área de 2,68 km². Em 2010 a comuna tinha 211 habitantes (densidade: 78,7 hab./km²).